# Larry Drew (1990)
Larry Donelle Drew II (Encino, 5 marzo 1990) è un ex cestista statunitense.

## Biografia
Anche suo padre Larry è stato un cestista professionista nella NBA, lega in cui ha anche ricoperto il ruolo di allenatore. A causa dell'omonimia con il padre, spesso viene anche indicato come Larry Drew II.

## Carriera

### High school e college
Ha giocato per quattro anni alla W.H. Taft High School di Los Angeles; nel 2008 ha partecipato al McDonald's All American Game, manifestazione in cui ha anche vinto la gara del tiro da 3 punti.
A partire dal 2008 ha giocato nella NCAA con la squadra di North Carolina University; nel corso del suo primo anno di college ha svolto il ruolo di iserva di Ty Lawson giocando 38 partite con una media di 9,6 minuti a gara, nel corso dei quali ha fatto registrare 1,4 punti, 1,1 rimbalzi ed 1,9 assist a partita ed ha vinto un titolo NCAA. L'anno seguente è stato promosso al ruolo di titolare ed in 37 apparizioni ha totalizzato 8,5 punti, 2,7 rimbalzi, 6 assist e 0,8 palle recuperate in 28,6 minuti di impiego medio a partita. Nel corso della sua terza ed ultima stagione a North Carolina (la 2010-11) ha invece disputato solamente 21 partite con 22,8 minuti di media a gara.
A fine stagione lascia la squadra e si trasferisce ad UCLA; dopo essere rimasto fermo per una stagione come previsto dal regolamento avendo cambiato università, nella stagione 2012-2013 è stato il playmaker titolare della squadra dell'università californiana, con cui ha disputato 35 partite con 7,5 punti, 2,4 rimbalzi, 7,3 assist ed 1,4 palle recuperate in 35,5 minuti di media a partita. Nel corso della sua unica stagione ad UCLA ha superato il record di assist distribuiti in una sola stagione da parte di un giocatore dell'ateneo (239), superando il precedente record di 236 assist detenuto da Pooh Richardson. Insieme al compagno di squadra e futuro giocatore NBA Shabazz Muhammad è stato inserito nell'All Pac-12 Fist Team.

### Professionista
Nel Draft NBA 2013 non è stato scelto da nessuna squadra NBA; dopo aver giocato la Summer League ed aver effettuato il training camp con i Miami Heat, ha trascorso l'intera stagione 2013-2014 nella NBDL con i Sioux Falls Skyforce, la squadra affiliata agli Heat. Ha disputato 41 partite, 36 delle quali da titolare, giocando una media di 35,6 minuti ad incontro con medie di 11,4 punti, 3,4 rimbalzi, 7 assist e 1,7 palle recuperate. Rimane agli Skyforce anche per la prima parte della stagione 2014-2015; il 26 dicembre 2014 in una partita contro i Rio Grande Valley Vipers serve ai compagni un totale di 23 assist, battendo così il record di assist effettuati in una singola partita di NBDL.
Dopo 21 partite (tutte da titolare) chiuse con 11 punti, 3,6 rimbalzi, 10,1 assist e 1,9 palle recuperate di media a partita lascia la squadra per firmare un contratto da 10 giorni con i Philadelphia 76ers. Nel corso di questo periodo gioca 6 partite con medie di 4,7 punti e 4,3 assist a partita; il 26 gennaio firma un secondo contratto da dieci giorni con i 76ers.
Al termine del contratto torna in NBDL agli Skyforce.

## Palmarès

### Squadra
- Campione NBA D-League (2016)
- Leaders Cup: 1

Monaco: 2016

### Individuale
- McDonald's All-American (2008)
- Campione NCAA (2009)
- All Pac-12 Fist Team (2013)
- Miglior passatore NBDL (2015)